# Delias surprisa
Delias surprisa är en fjärilsart som beskrevs av Martin 1913. Delias surprisa ingår i släktet Delias och familjen vitfjärilar. Inga underarter finns listade i Catalogue of Life.